# 朱穆
朱穆（100年—163年5月31日），字公叔，南陽郡宛縣（今河南省南陽市）人，東漢政治人物。為人節儉，家無餘財。死後，門人私自上諡號文忠。朱暉之孫。

## 生平
五歲時，便有孝子的稱譽。
初舉孝廉，漢順帝末年，江淮盜賊群起，州郡不能禁。當時的大將軍梁冀說：「朱公叔兼資文武，海內奇士，若以為謀主，賊不足平也。」梁冀平常就聽聞朱穆的名聲，乃徵辟他管理兵事之職，深受信任。
漢桓帝即位後，順烈太后臨朝，多次勸諫梁冀，但是梁冀不聽。
漢桓帝時，朱穆擔任冀州刺史，在收捕宦官趙忠家屬時，被漢桓帝治罪。有數千位太學學生上書伸冤，才被釋放。
後來擔任尚書，他彈劾專權的宦官，進諫漢桓帝，但漢桓帝不聽，宦官因而多次中傷朱穆，朱穆性格剛烈，不得意，因而非常憤懣，不久後便在延熹六年四月發疽病死。
死後，門人私自上諡號文忠。

## 去世時間
蔡邕《朱公叔鼎銘》記朱穆死於「漢皇二十一世延熹六年夏四月乙巳」，然而核查萬年曆，當年四月沒有乙巳日，要到五月三十才是乙巳日。而蔡邕《朱穆坟前方石碑》則寫「维汉二十一世延熹六年粤四月丁巳」核查萬年曆延熹六年四月是有丁巳日的，即四月十一日，新曆則為163年5月31日，此記載應是正確的。

## 家庭
- 朱野，子。字子遼，仕至河南尹。

## 著作
著有《崇厚論》、《絕交論》等書。

## 延伸阅读
[在维基数据编辑]
 《後漢書/卷43》，出自范晔《後漢書》